# Olari
Olari es una comuna ubicada en el distrito de Prahova, Rumania.

## Superficie
Posee una superficie de 18,09 kilómetros cuadrados.

## Demografía
Hasta 2021 la población era de 1769 habitantes, con una densidad de población de 97,79 habitantes por kilómetro cuadrado.